# Grauman's Egyptian Theatre
Le Grauman's Egyptian Theatre est un cinéma historique situé au 6706 Hollywood Blvd. à Hollywood , en Californie. Ouvert en 1922, il est l'un des plus anciens exemples de palais cinématographique au décor somptueux. Il s'agit aussi du tout premier cinéma ayant proposé la première d'un film hollywoodien. Depuis 1998, il est exploité par l'organisme des archives de la cinémathèque américaine.

## Histoire
L'Egyptian Theatre a été construit par le réalisateur Sid Grauman et le promoteur immobilier Charles E. Toberman  qui ont ensuite construit le El Capitan Theatre et le Grauman's Chinese Theatre situés à proximité sur Hollywood Boulevard. Grauman avait précédemment ouvert l’un des premiers palais cinématographiques des États-Unis, le Million Dollar Theatre, dans le quartier de  Broadway, dans le centre-ville de Los Angeles, en 1918. La construction du Egyptian Theatre a coûté 800 000 dollars a duré 18 mois. Le bâtiment a été conçu par les architectes Meyer & Holler et construit par la Milwaukee Building Company.
Le 18 octobre 1922, la salle est la première d'Hollywood a accueillir la première d'un film, Robin Hood , dont le rôle principal est tenu par Douglas Fairbanks. En raison du coût de production du film estimé à plus d'un million de dollars, le prix d'entrée pour la première était de 5 $. On pouvait réserver un siège jusqu'à deux semaines à l'avance pour les représentations quotidiennes. L’entrée en soirée était de 75 ¢, 1 $ ou 1,50 $. Le film n'a été montré dans aucun autre cinéma de Los Angeles au cours de l'année 1922, offrant l'exclusivité à l'Egyptian Theatre.

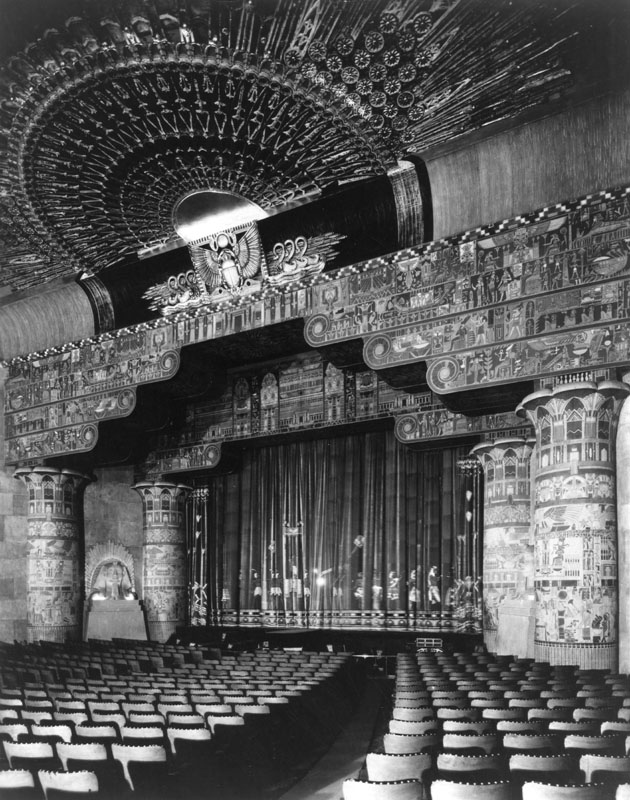
L'intérieur en 1922.
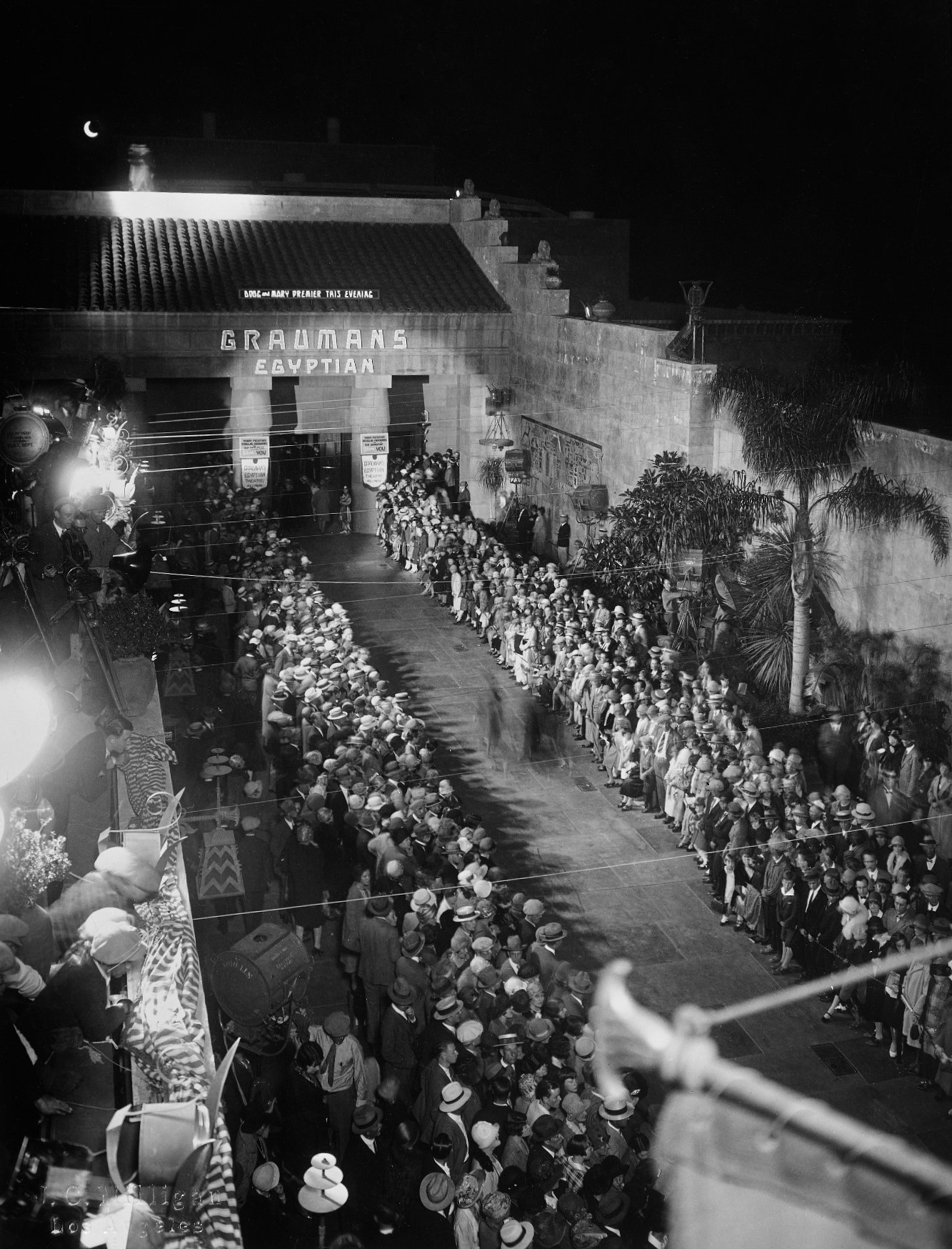
Extérieur du théâtre égyptien de Grauman en 1922.
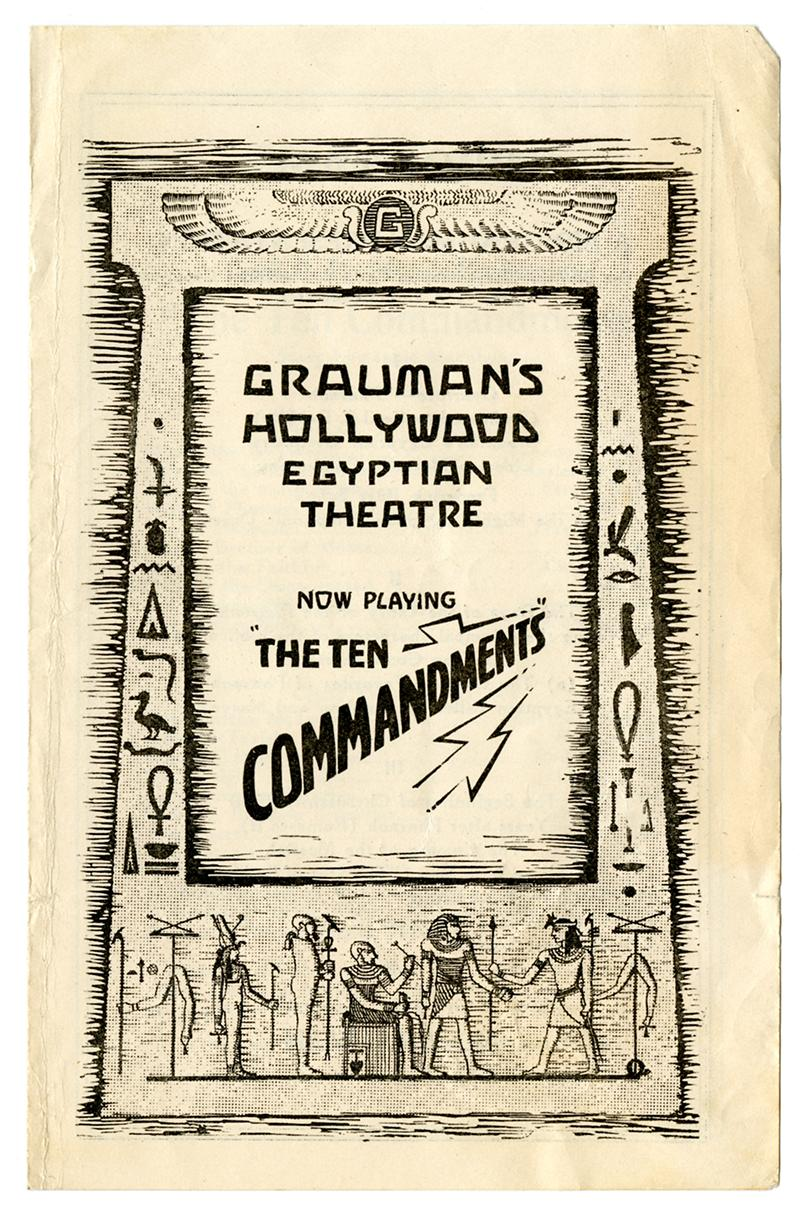
Affiche pour le film Les Dix Commandements en 1923.

En 1927, Grauman ouvre une deuxième salle de cinéma plus à l'ouest sur Hollywood Boulevard. Fidèle à la fascination du public à cette époque pour les thèmes internationaux, il a nommé son nouveau théâtre « Grauman's Chinese Theatre ». Une forme de compétition s'est instaurée entre les deux salles fastueuses mais l'Egyptian finit dépassé par le Chinese en raison de ses nombreuses empreintes de mains, de pas et les signatures de célébrités réalisées dans le ciment et situées sur son parvis (Walk of Fame (Hollywood)).
Le 10 avril 2019, la société Netflix annonce son intention d'acheter la salle afin de satisfaire aux règles de sortie de l'académie des oscars. La société de streaming propose d'acheter la salle et de diffuser ses films durant la semaine mais de laisser la programmation de la cinémathèque le weekend. Ce palais, véritable symbole pour Netflix est celui ayant accueilli la première de Roma, nommé pour l'Oscar du meilleur film en 2019. Son acquisition vise également à la projection de film pour faciliter les candidatures aux Oscars.

## Inspiration pour d'autres salles de cinéma
La configuration intérieure, la conception et le nom du théâtre égyptien ont été imités par d'autres palais du cinéma aux États-Unis comme le théâtre égyptien Peery à Ogden (Utah) , ouvert en 1924.

## Architecture
L'extérieur du théâtre est dans le style néo-égyptien cependant, le visiteur attentif remarquera des auvents au-dessus de l'entrée principale, des éléments qui ne sont pas dans le style égyptien antique. Les plans originaux pour le théâtre montrent un théâtre à thème hispanique, mais qui a été modifié à un moment donné pour devenir un style égyptien .
Il est probable que cela était dû à la fascination du public pour les multiples expéditions à la recherche du tombeau de Toutankhamon de l'archéologue Howard Carter au cours des années précédentes (Carter a finalement découvert la tombe le 4 novembre 1922), juste deux semaines après l’ouverture de l'Egyptian). À ce moment-là, le changement de style architectural était déterminé, les toitures de style hispanique avaient déjà été livrées et payées ; elles ont été conservées et utilisées dans le bâtiment.
Après la destruction du tremblement de terre de 1994 à Northridge , le studio d'architecture et de design Hodgetts + Fung a été chargé de concevoir un nouveau cinéma et de mettre à jour la technologie pour accueillir la programmation cinématographique et nouveaux médias de la Cinémathèque américaine. Un an plus tard, l'extérieur a retrouvé son aspect d'origine, tandis que la projection, le son, les sièges, les systèmes mécaniques et la circulation étaient à la hauteur du XXIe siècle. En 2000, le projet a remporté le National Preservation Award du National Trust for Historic Preservation .
Les murs extérieurs et intérieurs contiennent des peintures et des hiéroglyphes de style égyptien. Les quatre colonnes massives qui marquent l'entrée principale du théâtre font 4,5 pieds (1,3716 m) de large et s'élèvent à 20 pieds (6 m).
La grande cour de 14m x 46m profite du beau temps ensoleillé du sud de la Californie. À l'avant, avec une fontaine et des palmiers à la reine. Il s'agit en fait du « hall d'entrée » (les portes du théâtre s'ouvraient directement sur l'auditorium) et avait été spécialement conçues pour accueillir les célèbres cérémonies du tapis rouge du théâtre. Des visites guidées sont proposées par le personnel de la Cinémathèque américaine les week-ends.

## Cinémathèque américaine

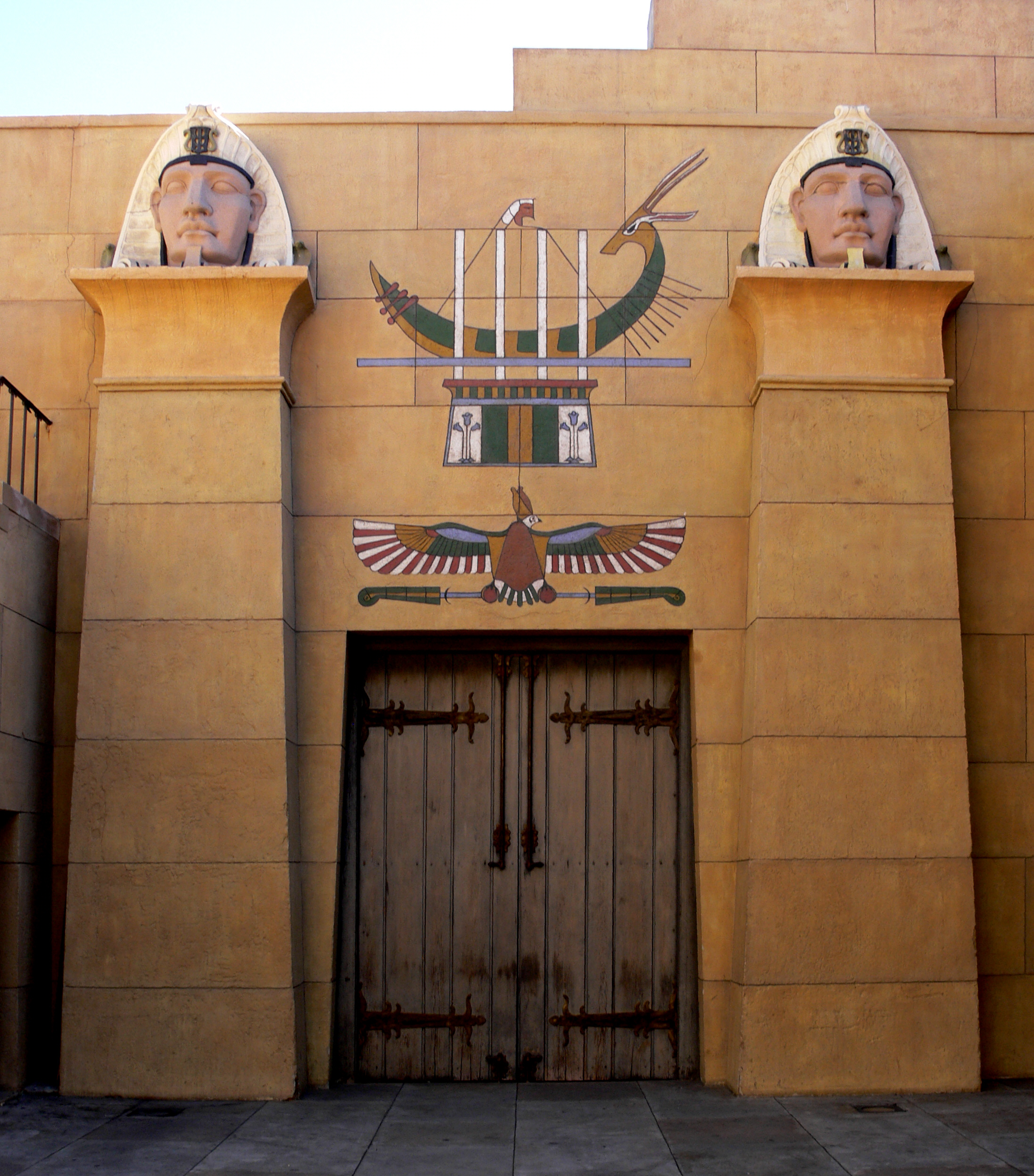
Entrée principale.

Alors que Hollywood déclinait dans les années 1980 et au début des années 1990, l'Egyptian a fermé et est tombé en ruine. En 1996, la ville de Los Angeles a vendu le théâtre à la cinémathèque américaine pour la modique somme de 1 $, à condition que le monument historique soit restauré dans toute sa splendeur d’origine et soit rouvert comme salle de cinéma.
La Cinémathèque s'est engagée à collecter les fonds nécessaires à la restauration et à utiliser le théâtre rénové comme lieu de résidence pour ses programmes d'exposition de films publics. L’Egyptian a été rouvert au public le 4 décembre 1998, après une rénovation de 12,8 millions de dollars. Le théâtre d'origine accueillait 1 760 spectateurs dans un seul auditorium. Dans l'Egyptian restauré, le bâtiment a été reconfiguré pour ajouter une seconde salle de projection. Le théâtre principal accueille maintenant 616 spectateurs et porte le nom du philanthrope de Los Angeles Lloyd E. Rigler. Alors que l'intérieur a été reconstruit en deux cinémas modernes, en utilisant certains des éléments décoratifs du théâtre d'origine, l'extérieur a été entièrement restauré pour retrouver son aspect d'origine de 1922.
La Cinémathèque américaine possède et présente également des projections de films à l'Aero Theatre (en) de Santa Monica.

## Voir également
- Monuments historiques et culturels de Los Angeles à Hollywood
- Grauman's Chinese Theatre
- Théâtre égyptien (homonymie)